# Quinte West
Quinte West es una ciudad canadiense situada en la provincia de Ontario.

## Superficie
Quinte West tiene una superficie de 495,45 km².

## Demografía
En 2021, tenía 46 560 habitantes, una densidad poblacional de 94 hab./km², y 19 888 viviendas.